# Општина Шиеу (Бистрица-Насауд)
Шиеу (рум. Şieu) општина је у Румунији у округу Бистрица-Насауд.
Oпштина се налази на надморској висини од 425 m.